# リュウキュウスゲ
リュウキュウスゲ Carex alliiformis はカヤツリグサ科スゲ属の植物の1つ。林下に匍匐茎を伸ばしてまばらな群落を作り、大きくはないが葉幅が広い。先端に複数の雄小穂、その下に複数の雌小穂を付け、いずれも直立する。

## 特徴
まばらな群落を作る多年生の草本。常緑性で、地下に長い匍匐茎を伸ばし、株間に間を置いて生える。牧野原著(2017)では短い根茎を出して2～3株がまとまって生じ、それと別に褐色の鞘に包まれたやや太くて長い匐枝を出す、とある。花茎の高さは20～50cmで、葉はそれよりかなり低い。葉はざらつきがあって葉幅は6～15mmとかなり幅広い。葉質は柔らかくて扁平で、鮮緑色をしている。また葉には主脈と平行する両側の2脈がはっきりしており、生きているときには葉の断面を見るとＭ字の形になっている。基部の鞘は暗赤色に色づく。
花期は3～4月。ただし牧野原著(2017)は『春から夏にわたって』としている。花茎は上記のように50cm程度まで、3稜形で光沢があり、最下の小穂は基部の上方辺りまで付く。なお小穂のつく最下の苞より下にも葉がつき、そのような葉では基部の葉鞘が赤く染まっている。苞の葉状部は葉状によく発達し、長い鞘があって葉舌部は暗褐色となっている。小穂は総状花序をなし、全部で3～7個まで。頂小穂は雄性でそれに次いで3個目までが雄性になることがあり、まれに雄雌性となっており、それ以下は雌性である。小穂はいずれも直立するか上を向いて伸びている。雄小穂は線形で長さ3～6cm、柄がないか、あるいは短い柄を持っており、蒼白色から淡褐色をしている。雄花鱗片は暗褐色で中肋は鮮緑色をしており、先端は鈍く尖っている。雌小穂は短い柱形で長さ2～5cm、短い柄があって小花が密生する。雌花鱗片果包より短く、は暗赤色で中肋は鮮やかな緑色をしており、先端は鋭く尖っている。果包は卵形で長さ3.5～4mm、多数の脈があり、熟すと膨らんで短い嘴を持ち、口部は斜めに切り取った形か、またはくぼんでいる。また基部は短いながら柄の形になっている。また果包には毛が無い。痩果は緩く果包に包まれており、倒卵形で長さ1.5～2mm、柱頭は3つに裂ける。

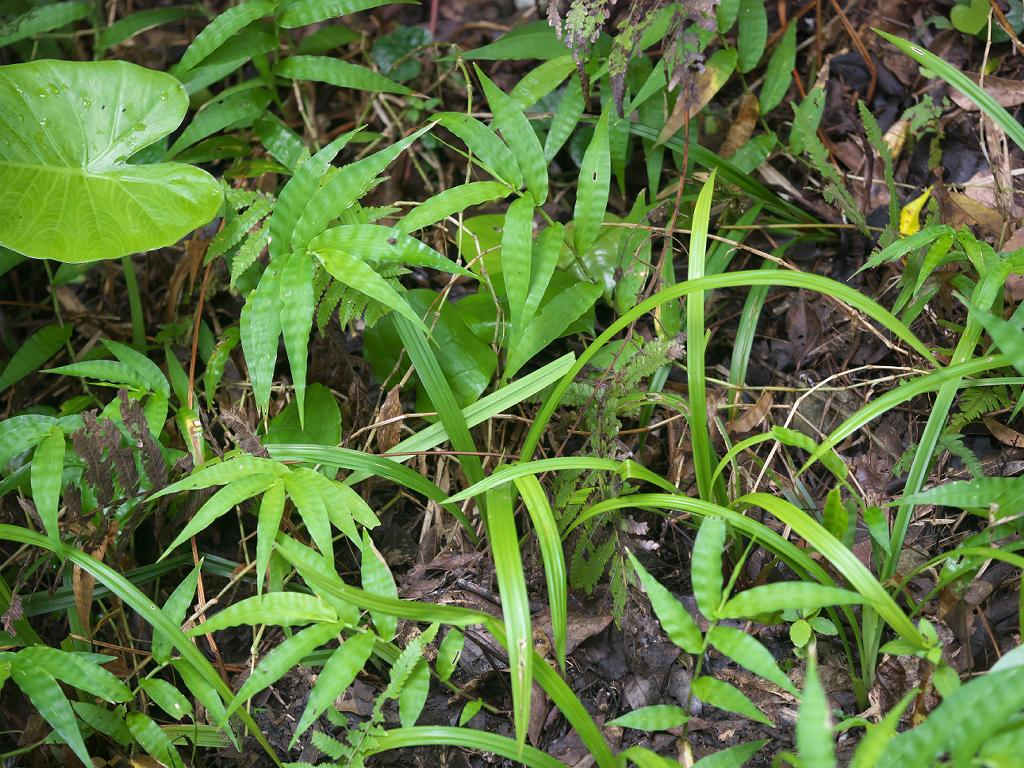
株は互いに間を置いて生える。
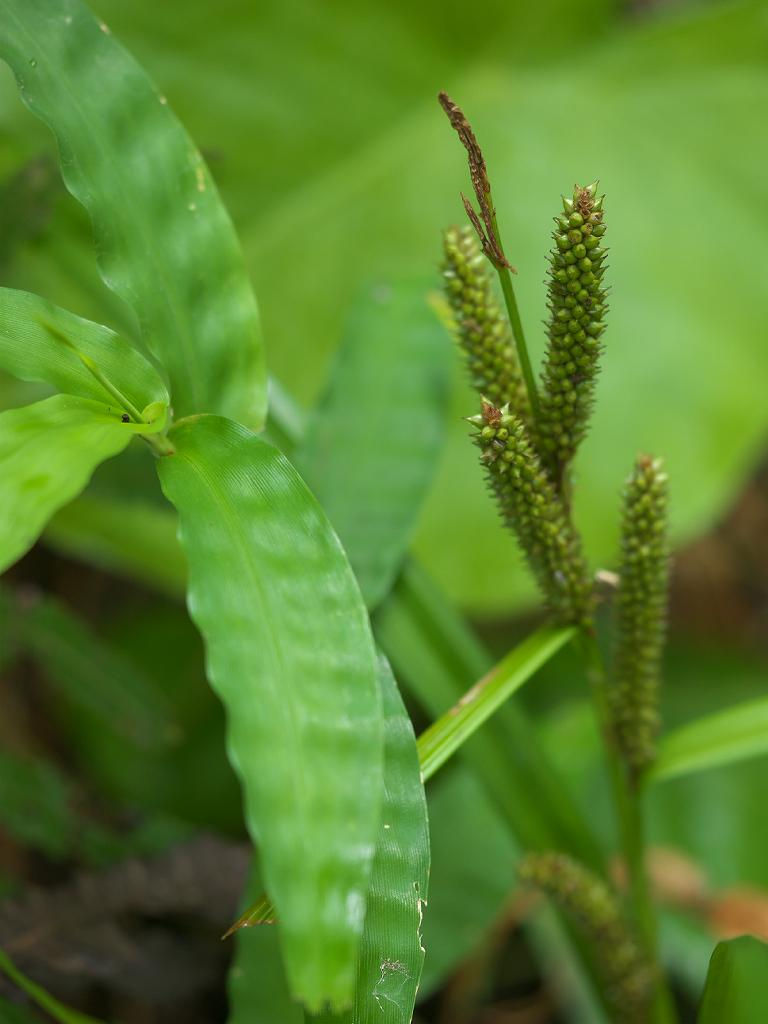
花序の先端部 先端に3つの雄小穂がある
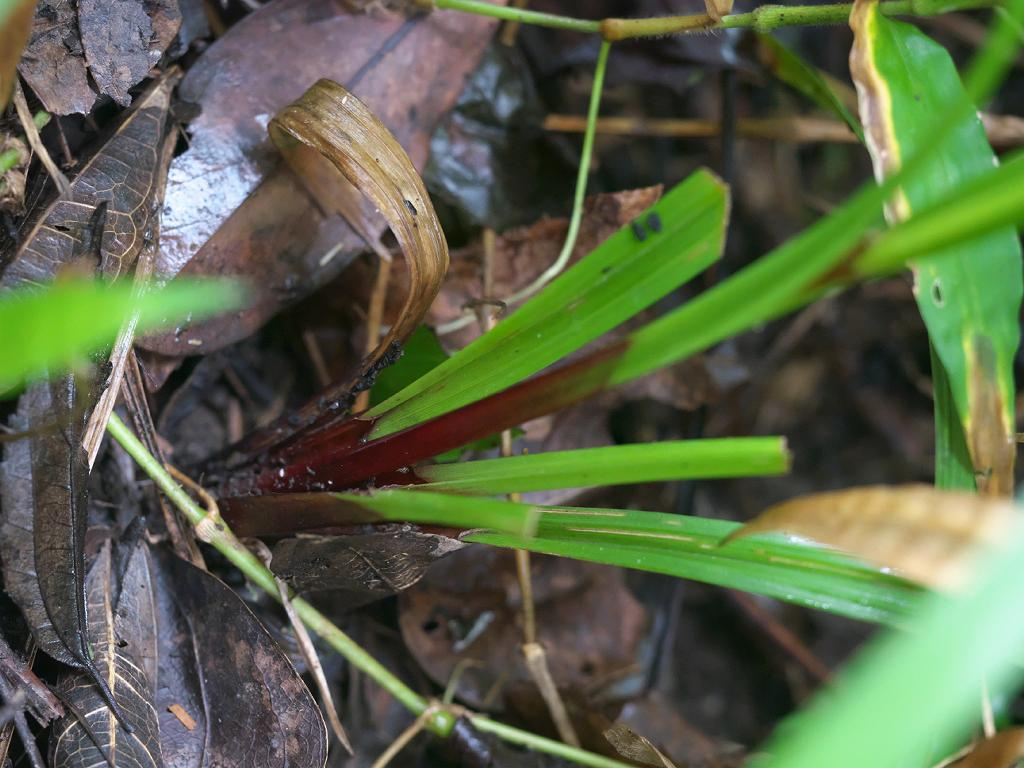
有花茎の基部 鞘が強く赤みを帯びる
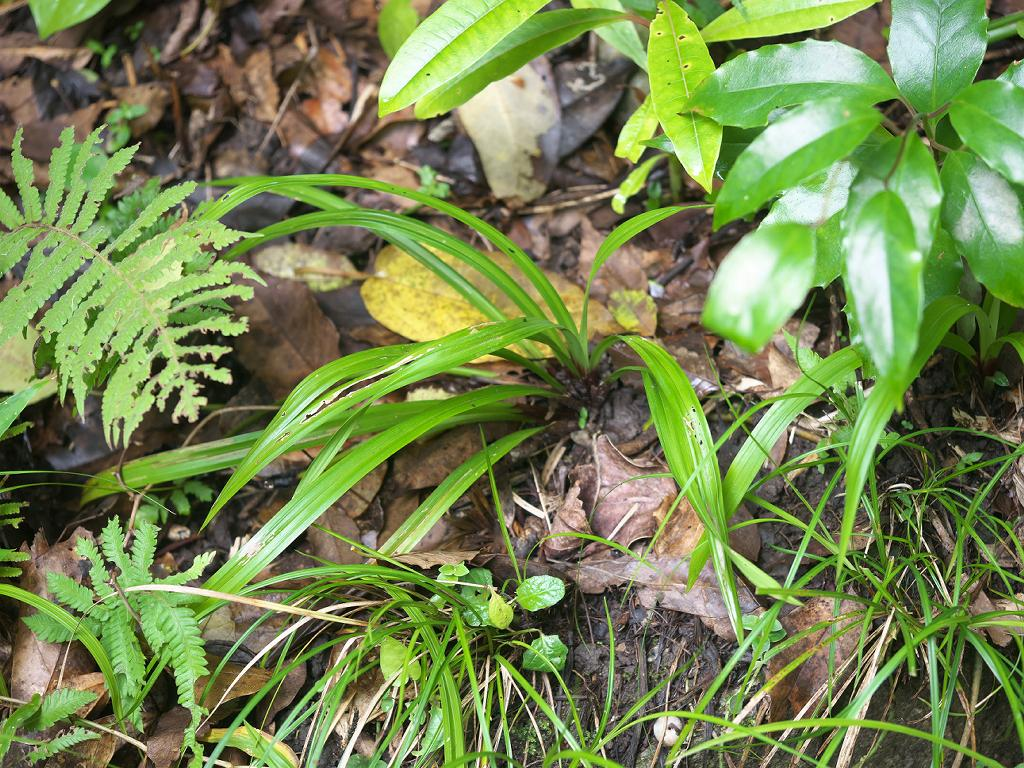
無花茎と葉
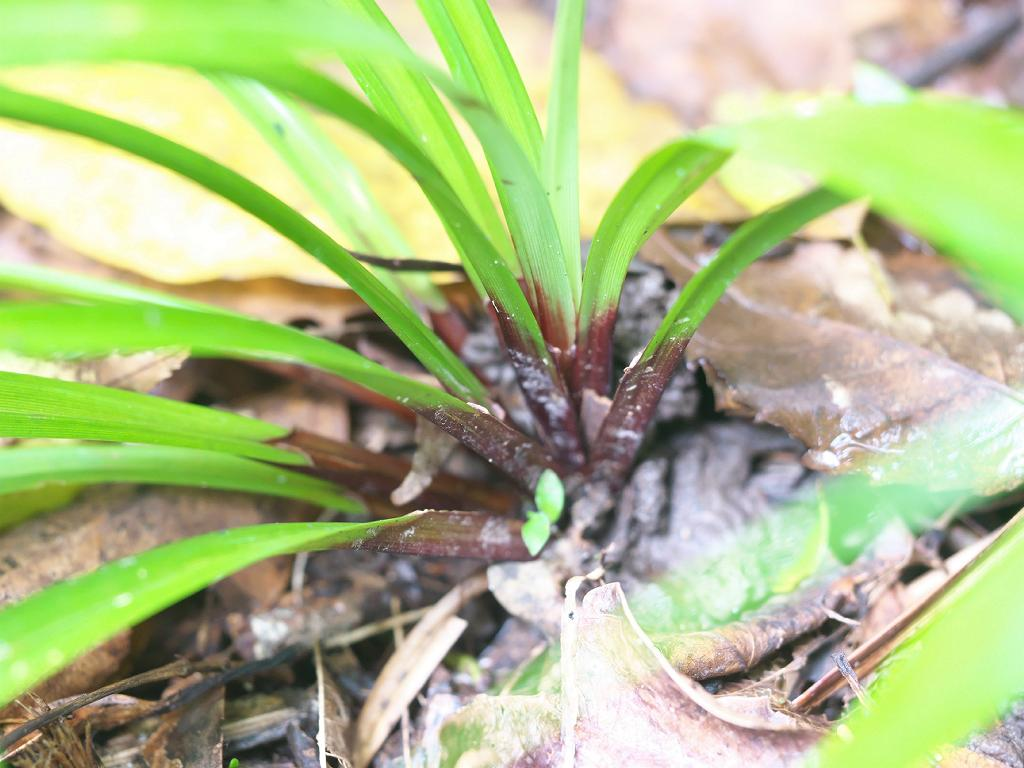
無花茎の基部 鞘が強く赤みを帯びる

## 分布と生育環境
日本では九州の南部から琉球列島に分布し、国外では台湾から知られる。齋藤他(2020)によると琉球列島における分布は喜界島から奄美大島から沖縄本島に渡る島嶼と粟国島に渡る地域までで、宮古八重山には分布が無く、更に国外では台湾以外に中国南部とベトナムまでの分布が知られているという。
樹林内に生える。齋藤は瀬底島での生育地について報告しているが、そこでは古くから飲み水に使われたため池の周辺で大径木を含む高木林に包まれており、本種はその林縁に生えているとのこと。イボイモリの生息も確認されており、かなり原生的自然が残された場所のようである。

## 分類、類似種など
本種は雄小穂が複数あり、雌小穂が直立し、苞に鞘があり、果包は厚膜質で膨らんで無毛、柱頭は3裂するなどの特徴でリュウキュウスゲ節 Sect. Alliiformis を立て、日本では本種のみをこれに含めるとの扱いを勝山(2015)が示している。
あえて類似種を上げるのは難しいが、本種は雄小穂が複数あること、小穂の数が多くて皆直立すること、基部の鞘が強く赤色に染まっていることなど目立った特徴が多く、判別しやすいものである。また葉が柔らかくて葉幅が広いのも目立つ特徴で、幅15mmというのはミヤマシラスゲ辺りとほぼ同等で、本種はこれより遙かに小柄なのでかなり目立つ特徴である。

## 保護の状況
環境省のレッドデータブックには指定が無いが、県別では沖縄県で絶滅危惧I類に指定されている。